# Vélo Va
Albums de Dick Annegarn 
Folk Talk
(2011) Twist
(2016)
Vélo Va est un album de Dick Annegarn sorti en avril 2014 à l'occasion des quarante ans de carrière du chanteur.
À la base de l'album étaient des chansons écrites pour d’autres artistes (Raphaël, Johnny Hallyday...) mais refusées et que l'auteur-compositeur a retravaillées pour lui-même.
Il a été réalisé par Freddy Koella, auteur également de la musique de la chanson « Vélo Vole » et de certains arrangements (d'autres par Albin De La Simone, Dick Annegarn, Nicolas Mathuriau, Olivier Koundouno).

## Liste des titres
| No  | Titre            | Durée |
| --- | ---------------- | ----- |
| 1.  | Oracle           |       |
| 2.  | Vélo vole        |       |
| 3.  | Karlsbad         |       |
| 4.  | Je cherche       |       |
| 5.  | Prune            |       |
| 6.  | Bonjour          |       |
| 7.  | Un enfant        |       |
| 8.  | Piano dans l'eau |       |
| 9.  | Brahim Alham     |       |
| 10. | Pire             |       |

## Musiciens
- Banjo, Violon, Slide, Guitare, Mandoline, Percussions – Freddy Koella
- Basse, Contrebasse – Laurent Vernerey
- Batterie, Bongos – Denis Benarrosh
- Guitare, Flûte – Dick Annegarn
- Vibraphone, Marimba, Orgue, Percussion – Nicolas Mathuriau
- Piano – Albin De La Simone
- Violoncelle – Antoine Pierlot
- Harpe – Myriam Serfass
- Viole – Maria Mosconi
- Violons – Arnaud Thorette et Bleuenn Le Maître
- Accordéon – Alexandre Léauthaud
- Bendir – Mohammed Bimourren
- Violoncelle – Olivier Koundouno